# マツシマススム
マツシマ ススム（1946年1月19日 - ）は日本の写真家。長崎県諫早市宇都町出身。大阪府寝屋川市在住。日本写真家協会 (JPS)会員。
1965年大阪の日本写真専門学校（現、日本写真映像専門学校）卒業、三和カラー株式会社入社。1978年「琵琶湖私景　冬から冬」で第15回太陽賞（平凡社）を受賞し、それを契機に会社を辞しフリーカメラマンに転身。
1981年「湖北冬日記」でJPS展金賞（日本写真家協会）を、1985年第40回水都祭において大阪日日賞（大阪日日新聞社）を受賞し、1990年EXPO'90 国際花と緑の博覧会花博写真美術館の現代日本写真作家36名に選ばれ、「現代日本写真作家展　花と緑と自然」 に8作品を招待出品する。出品した8作品は大阪府のコレクションになった。
琵琶湖を撮り続けて53年（2017年現在）になるが、マツシマススムの作品を用いて制作された滋賀県観光ポスターは11点にのぼり、その内の代表的な４点はアートディレクター粟津潔、コピーライター今西慧、デザイナー久谷政樹の手になるもので、1982年のそれはポスターコンクールに入選し『年鑑日本のグラフィックデザイン１９８３』（日本グラフィックデザイナー協会／編）に収録されており、1998年の「Mother Lake」は10月22日の朝日新聞で全面広告され反響を呼んだ。また1993年には写真集「琵琶湖私景」他により滋賀県からブルーレーク賞を受賞している。
太陽賞を受賞した1978年に東京銀座のニコンサロンで初めて個展を開いて以後、富士フイルムフォトサロン、ミノルタフォトスペース、コダックフォトサロン、ＪＲ大阪セルヴィスギャラリー（大阪駅構内）、京阪淀屋橋コンコース、京阪ギャラリー・オブ・アーツ・アンド・サイエンス（京阪百貨店）等で個展を46回開いている（2017年現在）。1993年のJR大阪セルヴィスギャラリー開廊3周年記念「近江八景今昔展」（12/1-14）は、歌川（安藤）広重の浮世絵19点とマツシマススムの作品33点で構成・展示された。

## 写真展（2024）
- 2021年　第3回 JPS会員有志関西展
- 2022年　マツシマ ススム　グループ写真展　詳細はこちら
- 2024年  The49th Exhibition of The JPS -Professional Members Exhibition 2024- (東京都写真美術館・京都市美術館別館)

## 主な受賞歴
- 1978年　第15回太陽賞（平凡社）受賞
- 1981年　ＪＰＳ展金賞（日本写真家協会）受賞
- 1985年　大阪日日賞（大阪日日新聞社）受賞
- 1993年　ブルーレーク賞（滋賀県）受賞

## 主な写真集
- 1992年　琵琶湖私景 （東方出版）　ISBN 9784885913099、ISBN 4885913098
- 1999年　琵琶湖逍遥 （東方出版）　ISBN 9784885916328、ISBN 4885916321
- 2011年　幻想・琵琶湖 （Kodakフォトサロンmook）
- 2011年　白鷺と琵琶湖 （Kodakフォトサロンmook）
- 2011年　琵琶湖水辺の鳥 （Kodakフォトサロンmook）
- 2011年　桜・20選 （Kodakフォトサロンmook）
- 2011年　マザーレーク ・琵琶湖 （Kodakフォトサロンmook）
- 2019年　琵琶湖幻想 55 しらさぎ（日本写真企画）
- 2022年　琵琶湖原風景と湖畔の人々 58（日本写真企画）
- 2023年　昭和の琵琶湖と湖畔の人々（ダイコロ株式会社）

## 主なメディアでの紹介
- 1985年　ＮＨＫ6:30のニュースで 「琵琶湖風景条例写真展」 が紹介 （6/17-22）
- 1992年　毎日放送 「近畿は美しく-琵琶湖八景」 で紹介 (3/4)
- 1995年　びわ湖放送 「びわこの日」（馬場章夫さんの司会） で紹介
- 2000年　びわ湖放送 「琵琶湖大好き 琵琶湖を守ろう マザーレイク２１計画県民フォーラムより」 で紹介 （8/4）
- 2006年　東京12ch 「 ibuki 」（全国ネット） で紹介 （11/12）
- 2011年　ＮＨＫ総合TV 「あなたが主役 50ボイス 江のふるさと琵琶湖」 で紹介 (8/19）